# Bois de joli cœur
Pittosporum senacia
Espèce
Classification phylogénétique
Le bois de joli cœur (Pittosporum senacia) est une espèce de plantes à fleurs de la famille des Pittosporaceae. C'est un petit arbuste glabre et très ramifié que l'on trouve aux Seychelles, à Madagascar, à La Réunion et à l'île Maurice. On lui donne également les noms de bois carotte et bois mangue, les feuilles froissées dégageant un parfum entre carotte et mangue carotte. Le bois mangue désigne par ailleurs Scyphochlamys revoluta, endémique de Rodrigues.

## Sous-espèces
- Pittosporum senacia subsp. coursii (Cuf.) Cuf. se rencontre à Madagascar.
- Pittosporum senacia subsp. reticulatum (Tul.) Coode se rencontre à La Réunion.
- Pittosporum senacia subsp. senacia se rencontre à La Réunion et à l'île Maurice.
- Pittosporum senacia subsp. wrightii (Hemsl.) Cuf. se rencontre aux Seychelles.
- Pittosporum senacia subsp.  maritus se rencontre aux îles Canaries.